# Michaël De Witte
Michaël De Witte ook wel Sebastian (Zwevegem, 22 april 1956 - 8 februari 1987) was een Belgische arts en een van de 15 kinderen van Ivan De Witte en tevens broer van Jozef De Witte, Lode De Witte en Willem De Witte.
Hij was actief in de wereldwinkel te Kortrijk en deed zijn stage in Geneeskunde voor het Volk in Genk.
In 1982 vertrok hij samen met zijn vriendin Karin Lievens naar El Salvador om er te strijden tegen de militaire dictatuur en de inmenging van de Verenigde Staten. De Witte werkte bijna vijf jaar samen met het FMLN toen hij door een mortier werd gedood samen met twee verzetsstrijders.
Hij hield een dagboek bij en dit werd uitgegeven door EPO onder de naam Dagboek uit El-Salvador.

## Erkentelijkheid
- Een groepspraktijk van artsen te Genk is naar hem genoemd.[5]